# Settat
För andra betydelser, se Settat (olika betydelser).
Settat är en stad i Marocko och administrativ huvudort för provinsen Settat. Den ligger i regionen Casablanca-Settat, före reformen 2015 i regionen Chaouia-Ouardigha, i den norra delen av landet. Folkmängden uppgick till 142 250 invånare vid folkräkningen 2014.